# Rislane
Rislane (en arabe : رسلان) est une commune rurale marocaine de la province de Berkane et de la région de l'Oriental, au nord-est du pays. Elle est rattachée au caïdat de Tafoughalt, lui-même rattaché au cercle d'Aklim. Son chef-lieu est un village du même nom.

## Géographie
Rislane se trouve sur le territoire de la confédération des Beni Snassen, au sud des montagnes des Beni-Snassen.